# Вальтьєндас
Вальтьєндас (ісп. Valtiendas) — муніципалітет в Іспанії, у складі автономної спільноти Кастилія-і-Леон, у провінції Сеговія. Населення — 143 особи (2010).
Муніципалітет розташований на відстані близько 120 км на північ від Мадрида, 60 км на північ від Сеговії.
На території муніципалітету розташовані такі населені пункти: (дані про населення за 2010 рік)
- Печарроман: 24 особи
- Сан-Хосе: 41 особа
- Вальтьєндас: 78 осіб

## Демографія
Динаміка населення (INE ):

## Галерея зображень

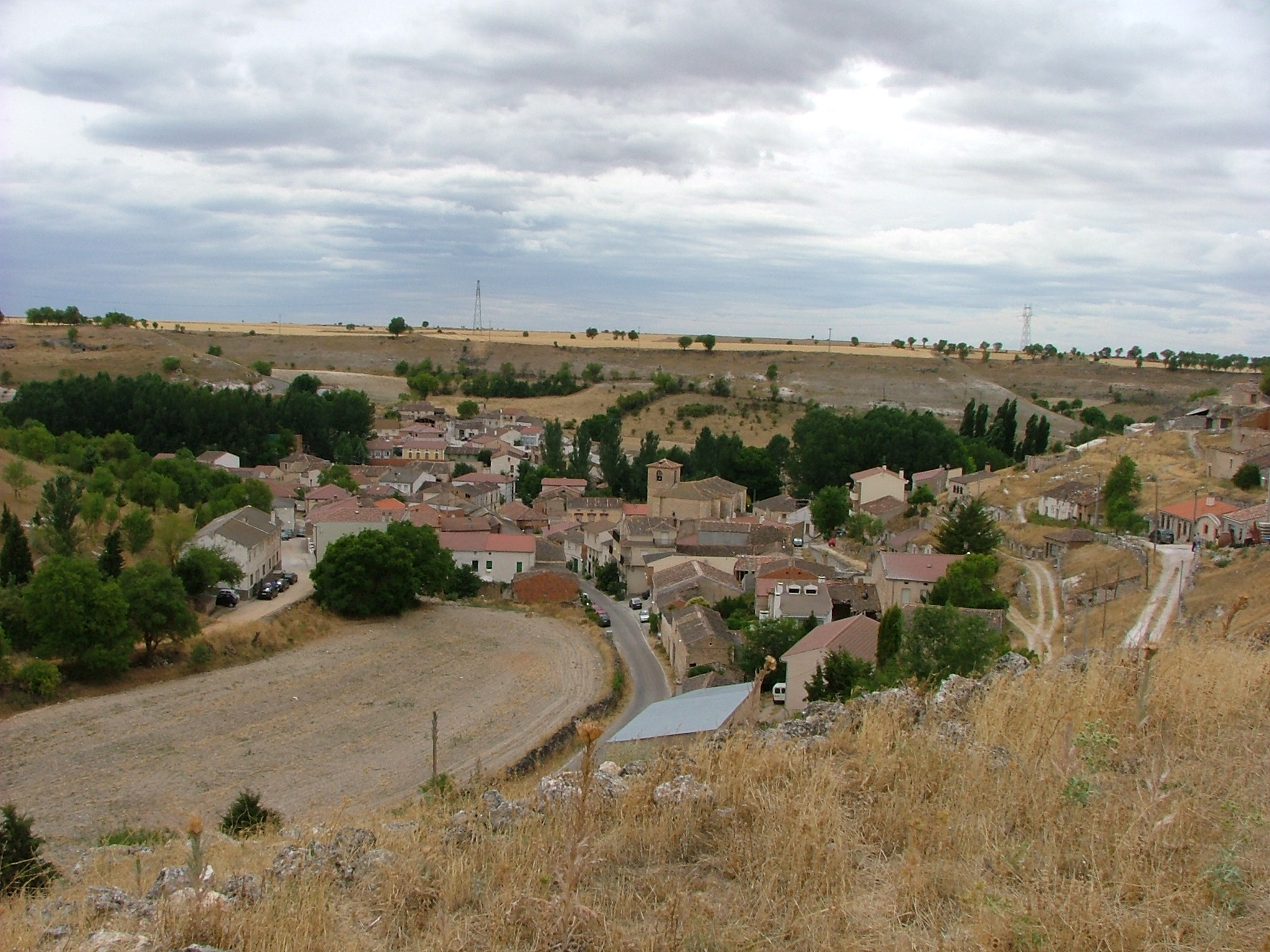
Вальтьєндас
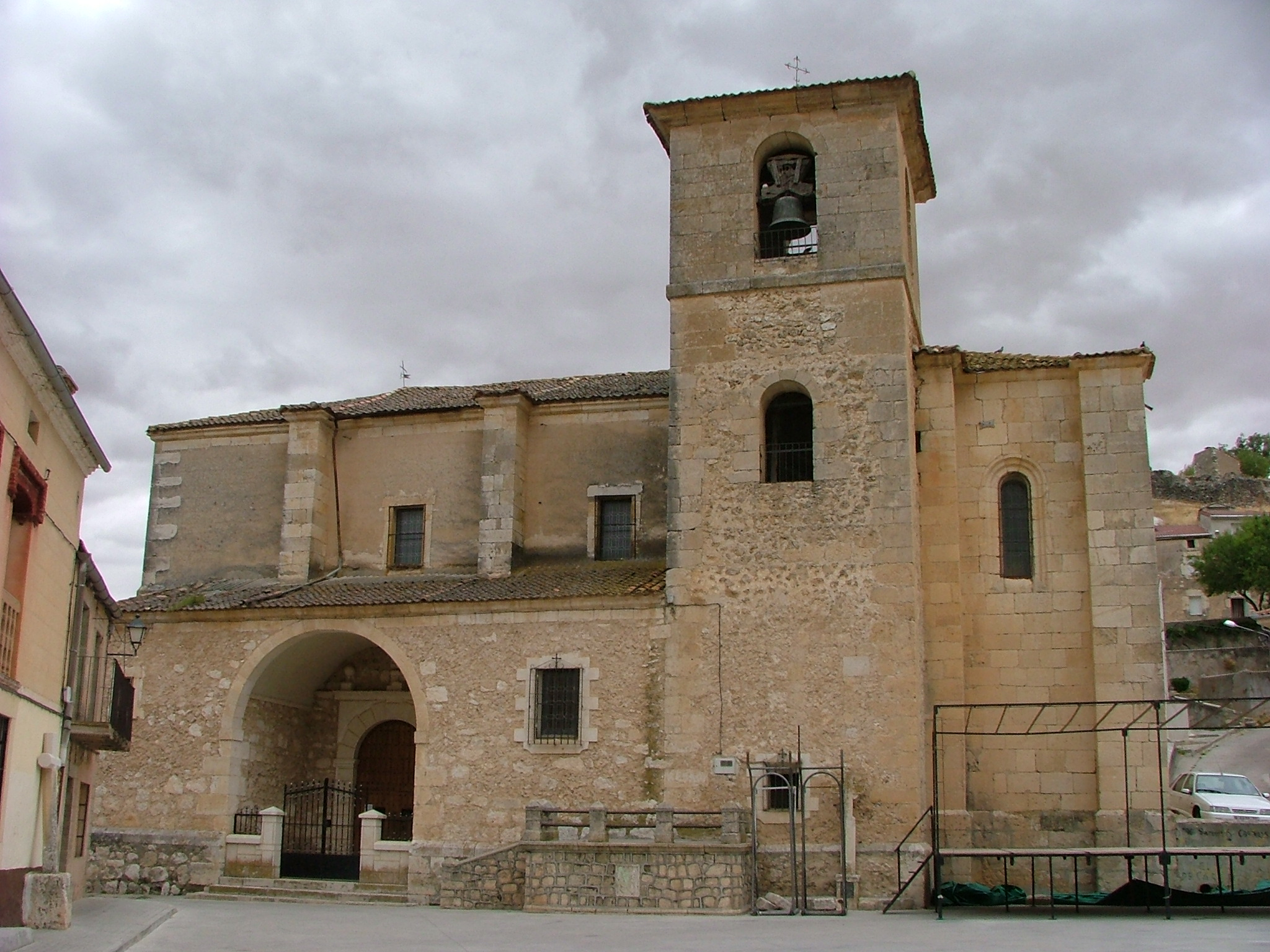
Церква Нуестра-Сеньйора-де-ла-Асунсьйон